# Яхронг (язык)
Яхронг (кит. 耶容; самоназвание: ia33 hrɔŋ53) — язык кадайской группы.

## Географическое распределение
Группа расселена в пяти деревнях уезда Напо 那坡 (юго-запад Гуанси-Чжуанского автономного района). Численность свыше 400 чел., в том числе, в дер. Жунтунь 荣屯 и Гунхэ 共合 волости Лунхэ 龙合 — более 300 чел.; в дер. Шаньхэ 善合, Юнъань 永安 и Гоба 果巴 волости Похэ 坡荷 — более 100 чел.